# تمرد 23 مارس
تمرد 23 مارس هو قتال وقع في مدينة كيفو الشمالية في جمهورية الكونغو الديمقراطية بين حركة 23 مارس والقوت الحكومية. كان التمرد جزءًا من القتال المستمر في المنطقة بعد النهاية الرسمية لحرب الكونغو الثانية عام 2003. اندلع التمرد عام 2012 واستمر حتى عام 2013، عندما توصل الطرفان لاتفاق بين أحد عشر دولة إفريقية واستسلمت قوات حركة 23 مارس في أوغندا.
في أبريل 2012، تمرد جنود سابقون في المؤتمر الوطني للدفاع عن الشعب ضد حكومة جمهورية الكونغو الديمقراطية ووحدة حفظ السلام التابعة لبعثة منظمة الأمم المتحدة لتحقيق الاستقرار في جمهورية الكونغو الديمقراطية. شكل المتمردون مجموعة متمردة تسمى حركة 23 مارس، والمعروفة أيضًا باسم الجيش الثوري الكونغولي. تألفت الحركة من أعضاء سابقين في المؤتمر الوطني للدفاع عن الشعب المتمرد، ويُزعم أنها ترعاها حكومة الدولتين المجاورتين، رواندا وأوغندا.
في 20 نوفمبر 2012، سيطر متمردو حركة 23 مارس على غوما، عاصمة مقاطعة كيفو الشمالية ويبلغ عدد سكانها مليون نسمة. بحلول نهاية نوفمبر من ذلك العام، أجبر الصراع أكثر من 140 ألف شخص على الفرار من ديارهم، وفقًا لوكالة الأمم المتحدة للاجئين، بالإضافة اللاجئين الذين أجبروا بالفعل على ترك منازلهم بسبب جولات القتال السابقة في المنطقة. بعد صد هجوم حكومي مضاد غير منظم وتحقيق بعض المكاسب الإضافية، وافقت حركة 23 مارس على الانسحاب من غوما بمفردها وغادرت المدينة في أوائل ديسمبر.
في 24 فبراير 2013، وقعت إحدى عشرة دولة أفريقية اتفاقيةً تهدف إلى إحلال السلام في المنطقة. في أكتوبر 2013، أبلغ الكونغو الأمم المتحدة أن حركة 23 مارس قد انتهت فعليًا بعد إعادتها إلى منطقة صغيرة بالقرب من رواندا. في 7 نوفمبر 2013، بعد هزائم كبيرة في هجوم حكومي تدعمه الأمم المتحدة، عبرت قوات حركة 23 مارس إلى أوغندا واستسلمت.

## خلفية
في مارس 2009، وقع متمردو المؤتمر الوطني للدفاع عن الشعب معاهدة سلام مع الحكومة، وافقوا بموجبها على أن يصبحوا حزبًا سياسيًا مقابل إطلاق سراح أعضاء المؤتمر المسجونين.
في 4 أبريل 2012، أفيد أن بوسكو نتاغاندا و300 من القوات الموالية انشقوا عن جمهورية الكونغو الديمقراطية واشتبكوا مع القوات الحكومية في منطقة روتشورو شمال غوما. وفقًا للمتحدث باسم حركة 23 مارس، فياني كازارما، كان الانشقاق بسبب غش جوزيف كابيلا في الانتخابات العامة لجمهورية الكونغو الديمقراطية عام 2011.

## الصراع

### بداية الأعمال العدائية
أفاد جيسون ستيرنز في 4 مايو 2012 أن العقيد سلطاني ماكينجا قد انضم إلى حركة 23 مارس. وعلق ستيرنز بقوله إن هذا «تطور هام، لأن ماكنجا كان ثاني أعلى ضابط في المؤتمر الوطني للدفاع عن الشعب بعد نتاغاندا في هيكل أماني ليو كنائب لقائد كيفو الجنوبية».
في 6 يوليو 2012، هاجمت حركة 23 مارس مدينة بوناغانا واستولت عليها على بعد أقل من كيلومتر واحد من الحدود مع أوغندا. فرَّ حوالي 600 جندي من جمهورية الكونغو الديمقراطية عبر الحدود ولجأوا إلى أوغندا. وأصدر المتمردون بيانًا بأنهم سيوقفون هجومهم إذا وافقت الحكومة على إجراء محادثات سلام معهم. وأدانت الأمم المتحدة هجمات المتمردين في المنطقة بعد مقتل جندي هندي في القتال.
في 8 يوليو، استولى المتمردون على روتشورو، على بعد 70 كيلومترًا شمال غوما، عاصمة مقاطعة كيفو الشمالية. بحلول 10 يوليو، كانوا على بعد 40 كيلومترًا من مدينة غوما. قال شهود إن المتمردين بدا أنهم يسيطرون على البلدات والقرى بسهولة مع تلاشي وجود القوات الحكومية. وبحسب ما ورد سقطت بلدتا روباري ونتاموغينغا في أيدي المتمردين.
في 20 يوليو، تبادلت حركة 23 مارس والقوات الحكومية إطلاق النار من أسلحة ثقيلة حول كيبومبا وروغاري، ما أجبر آلاف المدنيين على الفرار باتجاه غوما. شوهدت مروحيات حربية تابعة للأمم المتحدة تتجه نحو خط الجبهة. وُصف الوضع الأمني في شرق الكونغو بأنه يتدهور بسرعة.

### هجوم حركة 23 مارس في نوفمبر
اندلع القتال مرة أخرى في نوفمبر 2012، مع ورود أنباء عن إطلاق نار كثيف وانفجارات بالقرب من غوما. ألقى كلا الجانبين باللوم على الآخر في اندلاع الأعمال العدائية. زعمت القوات الحكومية أن متمردي حركة 23 مارس خسروا 110 قتلى، ما نفاه المتمردون. وبحسب ما ورد استخدمت القوات الحكومية الدبابات والمروحيات في القتال الذي شهد تقدم المتمردين بالقرب من غوما.
في 15 نوفمبر، نُشرت طائرات الهليكوبتر الحربية التابعة للبعثة لدعم القوات الحكومية أثناء قتالها لصد هجوم للمتمردين جنوب كيبومبا، إذ نفذت 17 طلعة جوية وأطلقت أكثر من 500 صاروخ وقذيفة. أسفر الهجوم المشترك للجيش والأمم المتحدة عن مقتل ما يقرب من 64 من مقاتلي حركة 23 مارس. ومع ذلك، استأنف المتمردون هجومهم في اليوم التالي وبأعداد أكبر. وضعهم تقدمهم على بعد 18 ميلًا من غوما. وقال حاكم المقاطعة إن الجيش تراجع تحت وابل نيران كثيفة إلى الضواحي الجنوبية لكيبومبا بعد أن أجبره المتمردون على التراجع. بدأ الجيش الحكومي بإعادة تجميع صفوفه حول بلدة كيليمانيوكا القريبة بعد الانسحاب. زعم المتمردون في وقت لاحق أنهم سيطروا على كيبومبا لكنهم قالوا إنهم لا يخططون لمهاجمة غوما. وقال متحدث باسم الأمم المتحدة إن حركة 23 مارس تبدو مجهزة جيدًا بمعدات الرؤية الليلية وقذائف الهاون عيار 120 ميليمتر.
في 18 نوفمبر، أفيد أن القوات الكونغولية والإدارة كانوا يغادرون غوما في عجلة من أمرهم إذ كانت حركة 23 مارس على أبواب المدينة. غادر حاكم كيفو الشمالية على متن قارب في طريقه إلى كيفو الجنوبية. لم ترد قوات الأمم المتحدة عندما تجاوز المتمردون معسكرهم على طريق غوما. في اليوم التالي، طالبت حركة 23 مارس الحكومة الكونغولية بفتح محادثات سلام أو مواجهة تصعيد للقتال.

#### الاستيلاء على غوما
بدأت قوات حركة 23 مارس هجومًا على مواقع الجيش في غوما في 19 نوفمبر، وأطلقت قذائف هاون ونيران مدافع رشاشة نحو المدينة التي كان الجيش الحكومي ما يزال يدافع عنها. وقال المتحدث باسم الحركة العقيد فياني كازارما «بدأ القتال بالفعل في شوارع غوما هذا الصباح». وأكد المتحدث باسم حكومة جمهورية الكونغو الديمقراطية هذا الادعاء قائلا «لم نوقف هذا الهجوم بعد؛ فهم لم يستولوا على غوما بعد». وأفادت الأنباء أن وحدات الجيش الكونغولى تحتل مواقع دفاعية وسط المدينة والمطار مسلحةً بالدبابات والرشاشات.
دخلت قوات حركة 23 مارس إلى المدينة في 20 نوفمبر، وتقدمت سيرًا على الأقدام على الطريق الرئيسي باتجاه وسط المدينة. سُمع دوي رشقات نارية كثيفة من نيران أسلحة خفيفة في المدينة وبالقرب من المطار. وبحسب ما ورد استولت حركة 23 مارس على مطار غوما الدولي. على الرغم من أن تقارير أخرى زعمت أن قوات الأمم المتحدة احتفظت بالسيطرة على المطار، إذ زعم الجنرال تشاندر براكاش، قائد قوات الأمم المتحدة في المنطقة، أن حركة 23 مارس هاجمت قوات حفظ السلام ولكنها صُدت.